# Nube Interestelar Local

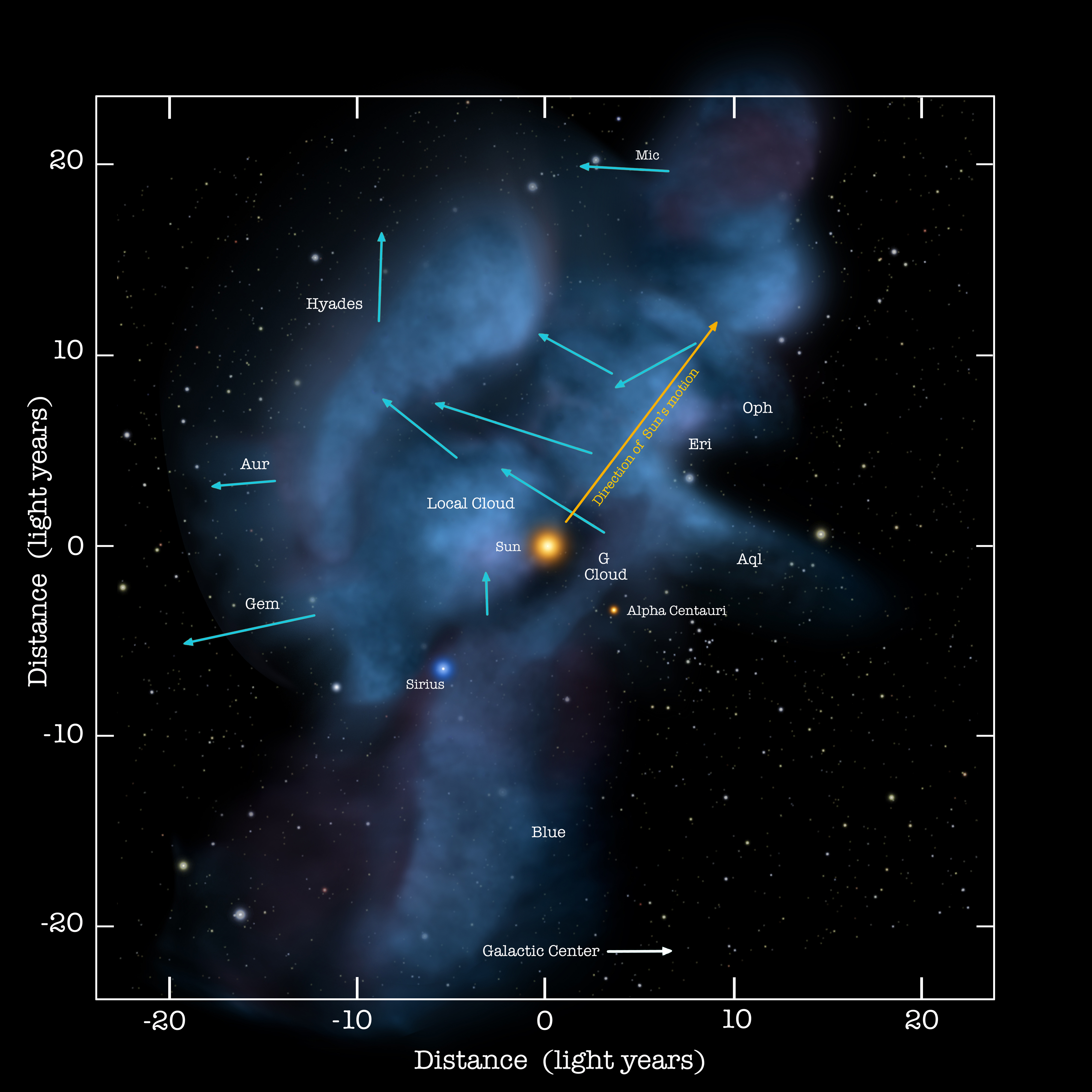
La dirección del movimiento de las distintas nubes de gas se representa con flechas.

Nube Interestelar Local es una nebulosa de unos 30 años luz de diámetro a través de la cual se está moviendo actualmente nuestro sistema solar. El sistema solar entró en la Nube Interestelar Local hace entre 44 000 y 150 000 años y permanecerá en ella 10 000 o 20 000 años más. La nube tiene una temperatura (en condiciones estándar) de 6000 ºC, algo más de la temperatura que tiene la superficie del Sol. Tiene una densidad extremadamente baja, 0,26 átomos por centímetro cúbico, aproximadamente una quinta parte de la del medio interestelar galáctico y el doble que la del gas de la Burbuja Local. En comparación, la atmósfera terrestre en condiciones estándar tiene 2,7 × 1019 moléculas por centímetro cúbico.
La nube se formó a partir de la unión de la Burbuja Local y la Burbuja Loop I. El Sol, junto a estrellas como Alfa Centauri, Vega, Arturo y Fomalhaut, está inmerso dentro de la Nube Interestelar Local.